# Озёрное Приволье
Озёрное Приволье — населённый пункт в Карасукском районе Новосибирской области. Входит в состав Благодатского сельсовета.

## География
Площадь населённого пункта — 3 гектара.

## Население
| 2002 | 2007 | 2010 |
| ---- | ---- | ---- |
| 20   | ↗27  | ↘19  |

## Инфраструктура
В населённом пункте по данным на 2007 год отсутствует социальная инфраструктура.